# Télévision Rwandaise
Télévision Rwandaise (TVR) war die erste Fernsehanstalt in Ruanda. Sie ging 1992 das erste Mal auf Sendung. Zuvor wurde in Ruanda lediglich das burundische Fernsehen empfangen. Neben Sendungen in Kinyarwanda und Französisch wurden auch zunehmend englischsprachige ausgestrahlt, darunter Sendungen der British Broadcasting Corporation (BBC), der Voice of America (VOA), der Deutschen Welle (DW) und der South African Broadcasting Corporation (SABC).